# 岩井梅雪
岩井 梅雪（いわい うめゆき、生没年不詳）とは、明治時代の大坂の浮世絵師。

## 来歴
歌川芳梅の門人、大坂の人で俗称は梅次郎。作画期は明治の初めで中判の役者絵を描く。後に伊予国宇和島に行き料理屋を開くという。